# Åbolands litteraturförening
Åbolands litteraturförening är en förening i Åbo som grundades 1977. 
Föreningen samlar skrivare från Åboland kring verksamhet som stöder och uppmuntrar författarskap bland annat genom att ge ut antologier med texter som skrivits av medlemmarna. Föreningen arrangerar årligen ett skrivarseminarium någonstans i Åboland.